# Можаев, Григорий Иванович
Григо́рий Ива́нович Можа́ев (бел. Рыгор Іванавіч Мажаеў) — первый директор Минского часового завода.
1 декабря 1953 года Григорий Иванович Можаев возглавил дирекцию строящегося Минского часового завода. Начало созданию часовой промышленности в Беларуси было положено Постановлениями Совета Министров СССР и Совета Министров БССР № 1134 от 22.09.1953. Строительство завода в Минске предполагалось осуществить в период с 1954 по 1960 год.
Биография первого директора Минского часового завода типична для многих руководителей того периода. Родился в семье крестьянина-бедняка. В 1936 году окончил Московский авиационный институт. Участник партизанского движения в Белоруссии. С 1947 по 1953 год работал заместителем министра пищевой промышленности.
Работал в качестве директора МЧЗ до выхода на пенсию в 1963 году.
За участие в партизанском движении в годы Великой Отечественной войны и достижения в труде награждён орденами Красной Звезды, Трудового Красного Знамени и медалями.